# Ахмет Ейюп Тюркаслан
Ахмет Ейюп Тюркаслан (тур. Ahmet Eyüp Türkaslan, 11 вересня 1994, Явузелі — 7 лютого 2023) — турецький футболіст, воротар .

## Біографія
Вихованець клубу «Газіантепспор», але розпочав свою дорослу кар'єру у «Бугсашспорі» у 2013 році, провівши 40 матчів у третьому за рівнем дивізіоні країни.
2016 року перейшов в оренду в «Османлиспор», у складі якого дебютував у вищому дивізіоні 3 червня 2017 року в грі проти «Бешикташу», програвши з рахунком 0:4. По завершенні сезону 2016/17 воротар підписав повноцінний контракт з «Османлиспором», залишаючись там протягом наступних трьох сезонів, але основним воротарем стал лише у останньому з них, коли команда виступала у другому дивізіоні.
Влітку 2020 року став воротарем іншого клубу другого дивізіону «Умранієспор», де провів наступний сезон, після чого підписав річний контракт з командою «Єні Малатьяспор». У новій команді став дублером Ертача Озбіра, тому у сезоні 2021/22 зіграв лише 2 матчі чемпіонату, а команда вилетіла з вищого дивізіону.
Усього за кар'єру в Суперлізі Туреччини зіграв 4 матчі — два за «Османлиспор» у 2017—2018 роках і два — за «Єні Малатьяспор» у 2022 році.
Загинув під час землетрусу в Туреччині 6 лютого 2023 року.